# Estación María Sánchez de Mendeville
María Sánchez de Mendeville es una estación ferroviaria ubicada en la localidad de Aldo Bonzi, en La Matanza, provincia de Buenos Aires, Argentina.

## Historia
En la década de 1930, el ganadero Juan C. Campion compró a Aldo Bonzi las tierras lindantes a la estación. En 1942 se realizó la subdivisión de los terrenos, y el barrio y la estación pasaron a ser conocidos con el nombre de Juan C. Campion. En 1946 se le impuso a la estación el nombre de María Sánchez de Mendeville, quizá más conocida como Mariquita Sánchez de Thompson, patriota argentina del siglo XIX.

## Ubicación
La estación se encuentra debajo del puente de la Ruta Provincial 4 (Camino de Cintura) que cruza las vías del ramal, frente a la plaza María Sánchez de Mendeville, dentro de la localidad de Aldo Bonzi y en el límite con Ciudad Evita.

## Servicios
La estación opera dentro de la línea Belgrano Sur, en el ramal que conecta la estación Tapiales con Marinos del Crucero General Belgrano. La línea Belgrano Sur es una de las líneas suburbanas de Buenos Aires y forma parte a nivel nacional del Ferrocarril General Belgrano de la red ferroviaria argentina.
Desde 2018, la estación también fue parada del servicio que unía las estaciones Libertad y Kilómetro 12 (virtualmente suspendido a 2021).